# Ladányi Szeréna
Ladányi Szeréna, 1903-ig Lusztig Szeréna (Jászladány, 1884. február 7. – Budapest, 1940. április 17.) pedagógus, a szociáldemokrata nőmozgalom egyik megalapítója és vezetője. Ladányi Ármin ügyvéd húga, Buchinger Manó szociáldemokrata politikus felesége.

## Élete
Lusztig László (1854–1941) és Lampel Cecília (1860–1942) gyermekeként született zsidó családban. Miután 1906-ban végzett a Budapesti Tudományegyetem bölcsészkarán, a fővárosban helyezkedett el tanítóként. 1905-től vett részt a munkásmozgalomban. Az első világháború alatt a Gyáli úti polgári iskolában tanított, illetve szervezője volt a dohánygyári és háztartási munkásnők mozgalmainak. Tagja és egyik alapítója volt a szociáldemokrata Országos Nőszervező Bizottságnak, majd a Budapesti Nőbizottságnak, amelynek elnöki tisztségére 1912-től több alkalommal megválasztották. 1914. március 8-án a nemzetközi nőnap első szónoka volt Magyarországon. 1918. január 1-jétől a Magyarországi Szociáldemokrata Párt főtitkárság egyik vezetője lett. 1918 őszétől az Országos Oktatási Reformbizottságban és az Országos Ismeretterjesztő Bizottságban működött. A Tanácsköztársaság bukása után elbocsátották tanári állásából. 1920 és 1929 között férjével Bécsben élt emigrációban. Hazatérése után ismét bekapcsolódott az MSZDP munkájába, részt vett a pártoktatásban, a nőmozgalomban és a gyermekbarát-mozgalomban. Megalakulásától szerkesztője és cikkírója volt a Nőmunkás című lapnak, 1929-től A nő és otthona című rovatot szerkesztette. Cikkei jelentek meg többek között a Szocializmusban.
Először a Kozma utcai izraelita temetőben helyezték nyugalomra, majd a Farkasréti temetőben újratemették.

## Művei
- Munkásnőkről munkásnőknek (Budapest, 1917)
- Az új idők és a háziasszonyok (Budapest, 1932)